# Adlerstraße (Norwegen)

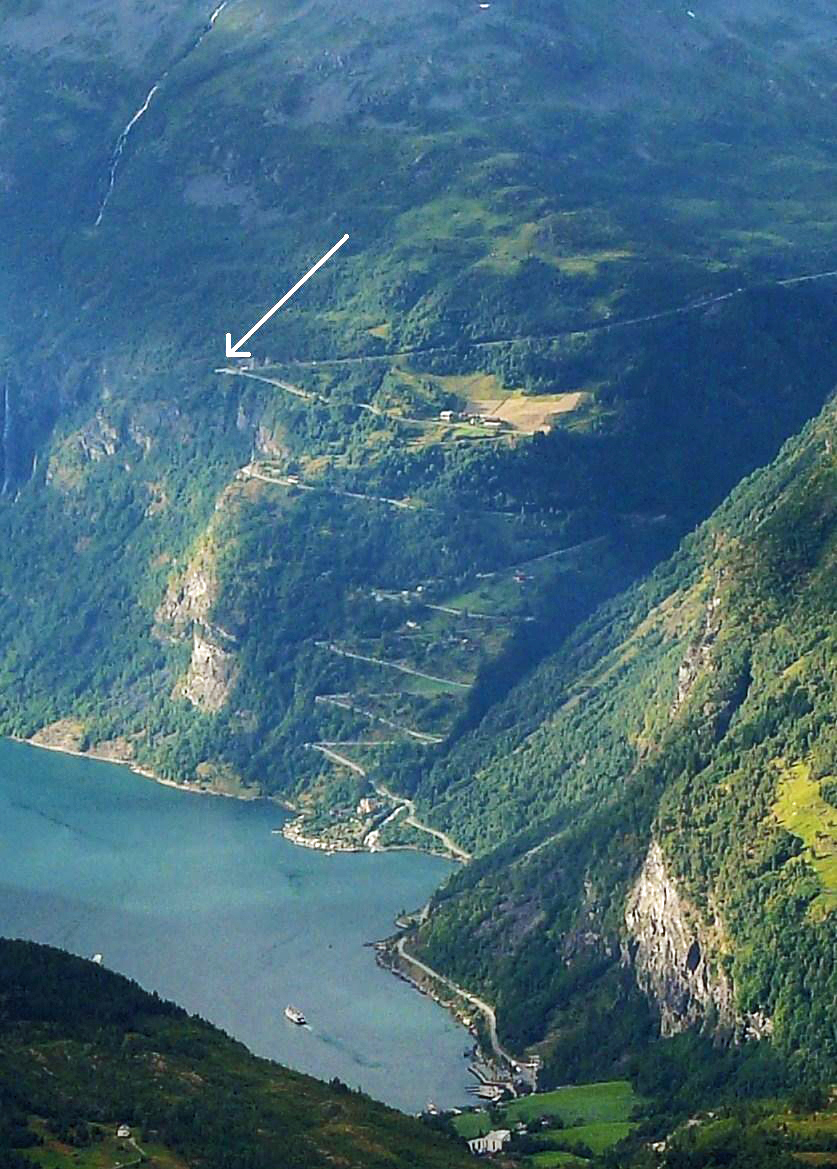
Die Adlerstraße im Jahr 2009 vom Dalsnibba aus gesehen. Der Pfeil markiert die Adlerkurve

Die Adlerstraße (norwegisch Ørnevegen) ist ein touristisch sehr beliebter Straßenabschnitt des Fylkesvei 63. Sie verbindet die Orte Geiranger am Geirangerfjord und Eidsdal am Norddalsfjord.

## Beschreibung
Die Straße ist rund 8 km lang und hat eine Steigung von bis zu 10 %. Besonders der südliche Anstieg vom Geirangerfjord aus ist eine der touristisch eindrucksvollsten Strecken in Norwegen. In elf Serpentinen schlängelt sie sich von Meereshöhe hinauf nach Korsmyra auf 620 m.o.h., wobei immer wieder eindrucksvolle Ausblicke auf den Geirangerfjord mit seinen Wasserfällen sowie auf den Ort Geiranger möglich sind. Kurz hinter Korsmyra liegt der Eidsvatn-See, nach dem die Straße wieder bergab, nach Eidsdal am Norddalsfjord führt.

## Geschichte
Lange Zeit war Geiranger nur über den Fjord zu erreichen. Als erste Straßenverbindung öffnete 1889 der Geirangervegen genannte Abschnitt des Fylkesvei 63, der heute Åndalsnes in Rauma mit Langvatn in Skjåk verbindet. Dieser Weg ist bis heute nur im Sommer befahrbar.
Mit der Eröffnung der Adlerstraße 1955 war Geiranger erstmals ganzjährig auf dem Landweg zu erreichen. Ein besonders lawinengefährdeter Abschnitt im obersten Teil des Eidsdals soll 2023 durch einen Tunnel ersetzt werden.

## Etymologie
Der Name „Adlerstraße“ kommt von einem ehemaligen Adlerbrutgebiet, durch das der oberste Teil der Straße führte, und andrerseits steht der Name auch für „das Wilde und Spektakuläre, das man erleben kann, besonders wenn man in der „Adlerkurve“ (Ørnesvingen), der obersten Serpentine, anhält.“

## Tourismus

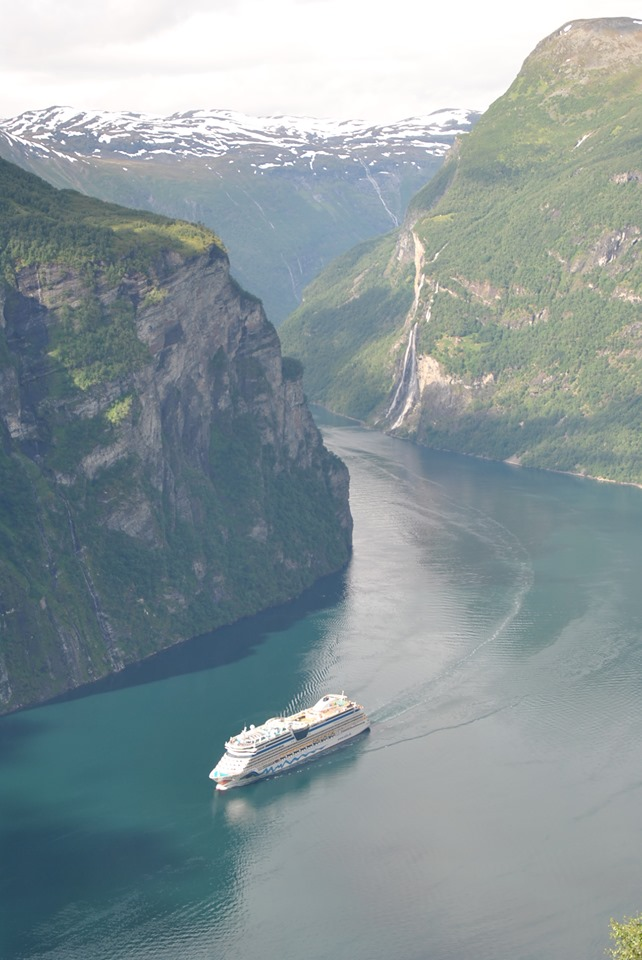
Blick von der Aussichtsplattform der Adlerstraße auf den Geirangerfjord

An der höchsten Kurve gibt es einen kleinen Parkplatz mit einer Aussichtsplattform, der Ørnesvingen (deutsch Adlerkurve). Die Plattform wurde am 21. Juni 2006 offiziell als Teil des Projekts „Nationale Touristenstraße“ eröffnet. Von dort hat man einen guten Panoramablick über den Fjord sowie auf Geiranger, den Wasserfall Die Sieben Schwestern und den verlassenen Hof Knivsflå.

## Trivia
- Die Adlerstraße wurde bereits als Teststrecke für PKWs zur Verbesserung der Fahreigenschaften unter Winterbedingungen benutzt.[1]

## Bildergalerie

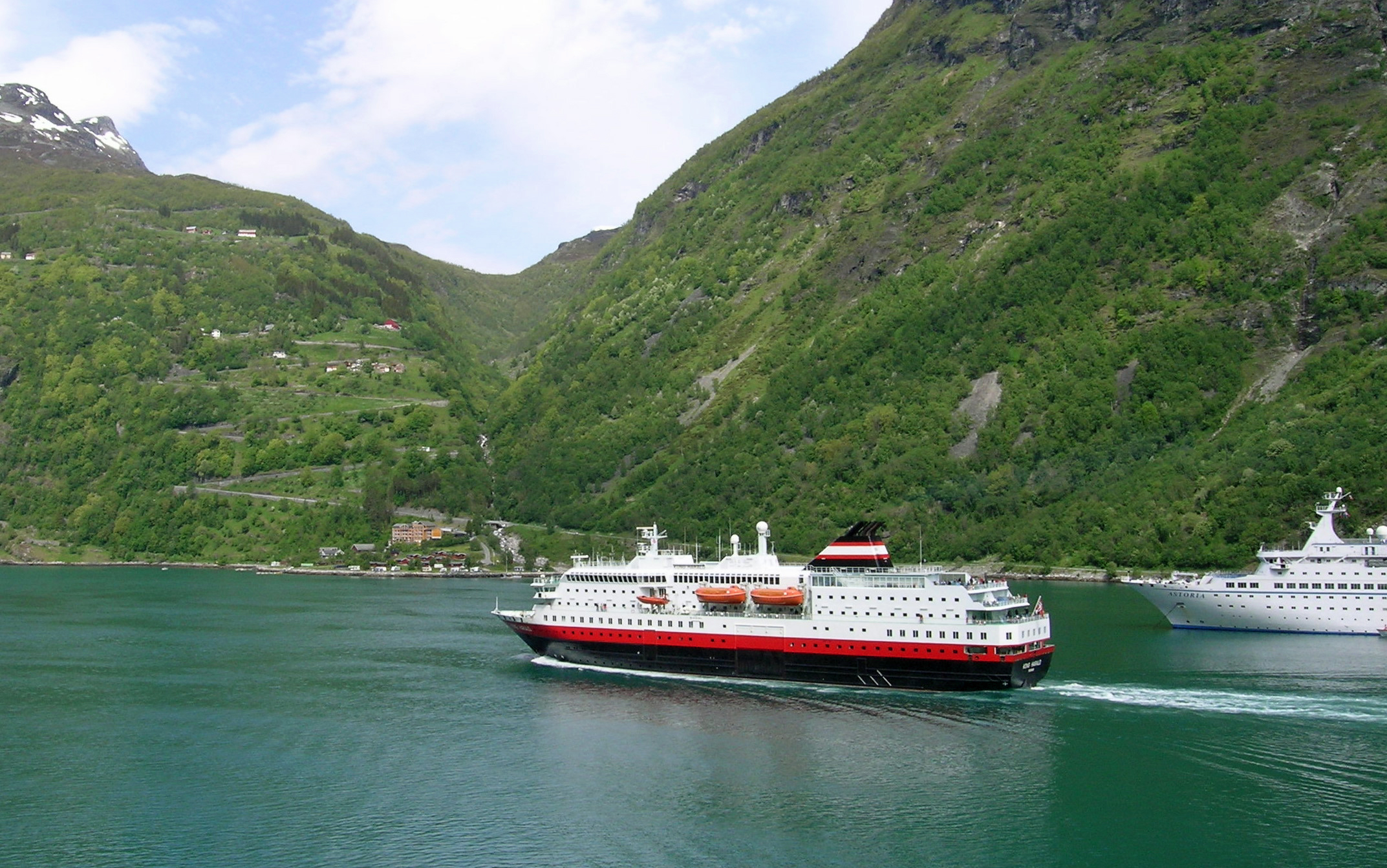
Die Kong Harald der Hurtigruten und die Astoria vor der Adlerstraße
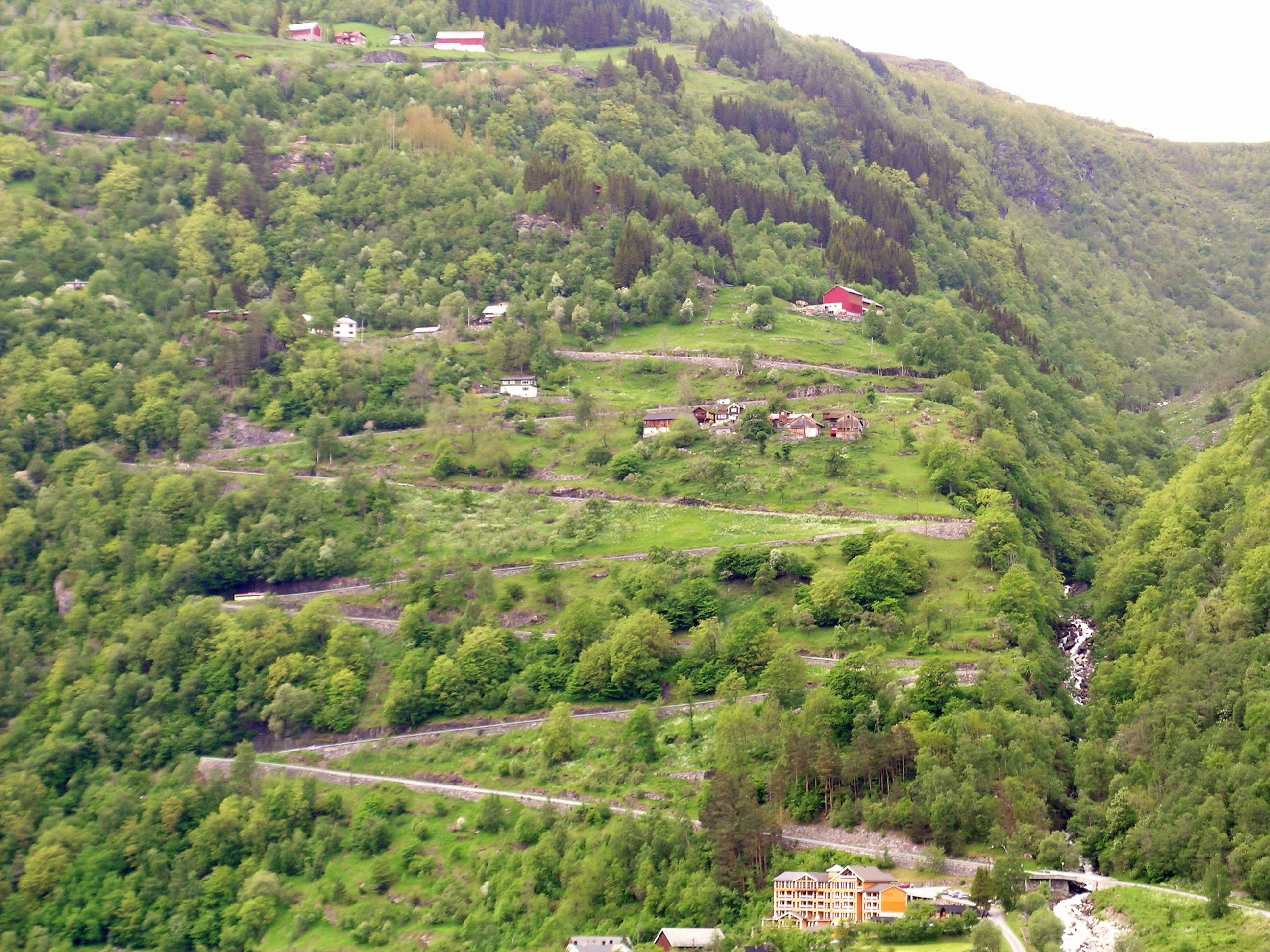
Die Adlerstraße mit den Serpentinen
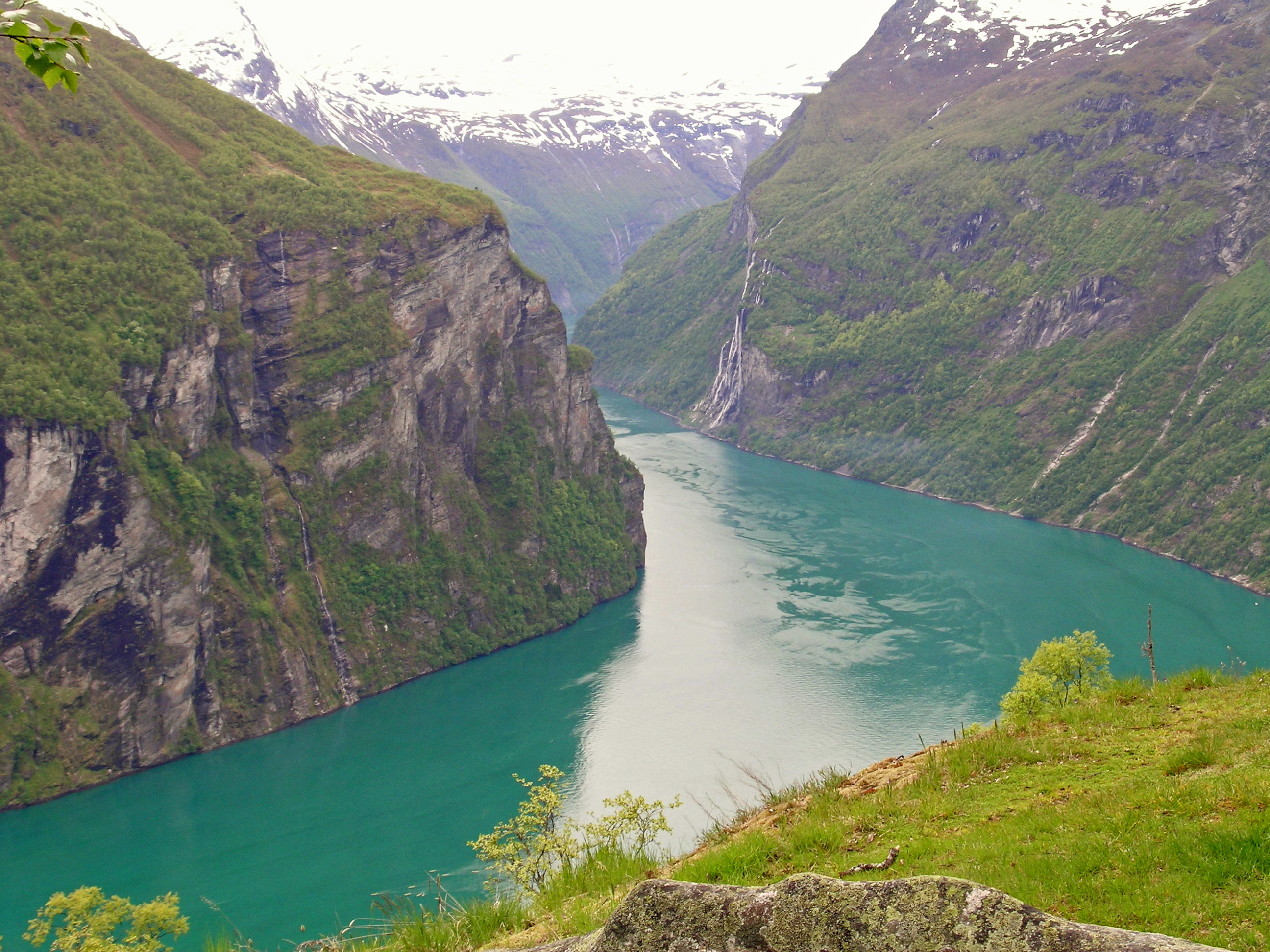
Blick von Aussichtsplattform der Adlerstraße auf den Geirangerfjord